# Rukmini Devi Arundale
Rukmini Devi Arundale (Madurai, 29 de fevereiro de 1904 - Chennai, 24 de Fevereiro de 1986) foi uma teosofista, dançarina e coreógrafa da dança clássica indiana chamada de Bharatanatyam, além de uma ativista dos direitos e bem-estar dos animais.
É considerada a revivalista mais importante da dança clássica indiana de Bharatanatyam pelo seu estilo original sadhir, prevalente entre os dançarinos dos templos, chamados Devadasis. Ela também trabalhou para o restabelecimento das artes e ofícios indianos tradicionais.
Apesar de pertencer a uma casta alta indiana, ela adotou a causa Bharata Natyam, que foi considerada uma arte baixa e vulgar no início dos anos 20. Reconhecendo a beleza e o valor espiritual desta forma de arte, ela não só aprendeu a dança, mas também a apresentou no palco, apesar dos fortes protestos públicos.
Rukmini Devi apareceu na lista da revista India Today das 100 pessoas que moldaram a Índia ('100 People Who Shaped India'). Ela foi premiada com o Padma Bhushan em 1956, além do prêmio Sangeet Natak Akademi Fellowship em 1967.

## Biografia

### Juventude e casamento
Rukmini Devi nasceu em 29 de fevereiro de 1904, em uma família de Brahmin, em Madurai. Seu pai, Neelakanta Sastri, era um erudito engenheiro do Departamento de Obras Públicas e Seshammal era uma entusiasta da música. Ele tinha um emprego no qual se mudava muito juntamente com a família. Foi apresentado à Sociedade Teosófica em 1901. Profundamente influenciado pelo Movimento Teosófico como um seguidor de Annie Besant, Neelakanta Sastri mudou-se após a aposentadoria para Adyar em Chennai, onde construiu sua casa perto da sede da Sociedade Teosófica Adyar. Foi ali que a jovem Rukmini foi exposta não apenas ao pensamento teosófico, mas também a novas idéias sobre cultura, teatro, música,  dança e mais tarde, conheceu o proeminente teosofista britânico George Arundale, que era um estreito colaborador de Annie Besant e posteriormente o diretor do Colégio Central Hindu em Varanasi, construindo um vínculo duradouro com ele.
Eles se casaram em 1920, causando um choque na então sociedade conservadora. Depois do casamento, ela viajou pelo mundo inteiro, encontrando-se com teosofistas e também forjando amizades com a educadora Maria Montessori e o poeta James Cousins. Em 1923, tornou-se Presidente da Federação de Jovens Teosofistas da Índia e Presidente da Federação Mundial dos Jovens Teosofistas em 1925.
Em 1928, a famosa bailarina russa Anna Pavlova visitou Bombaim e o casal Arundale foi a sua performance, mais tarde, viajou no mesmo navio que ela para a Austrália onde ela iria se apresentar. Ao longo da viagem sua amizade cresceu e logo Rukmini Devi começou a aprender dança com um dos dançarinos solistas de Anna, Cleo Nordi. Mais tarde, a pedido de Anna, Rukmini Devi voltou sua atenção para a descoberta das formas de dança indiana tradicional, que tinha caído a descrédito e dedicou o resto de sua vida em seu renascimento.

### Revivalismo
Em 1933, na Conferência Anual da 'Madras Music Academy', ela viu pela primeira vez uma performance da forma de dança chamada 'Sadhir'. Mais tarde, ela aprendeu a dança de 'Mylapore Gowri Amma' e finalmente com a ajuda de E Krishna Iyer a dança 'Pandanallur Meenakshi Sundaram Pillai'. Em 1935, Rukmini Devi fez sua primeira apresentação pública na "Convenção do Jubileu de Diamante da Sociedade Teosófica".

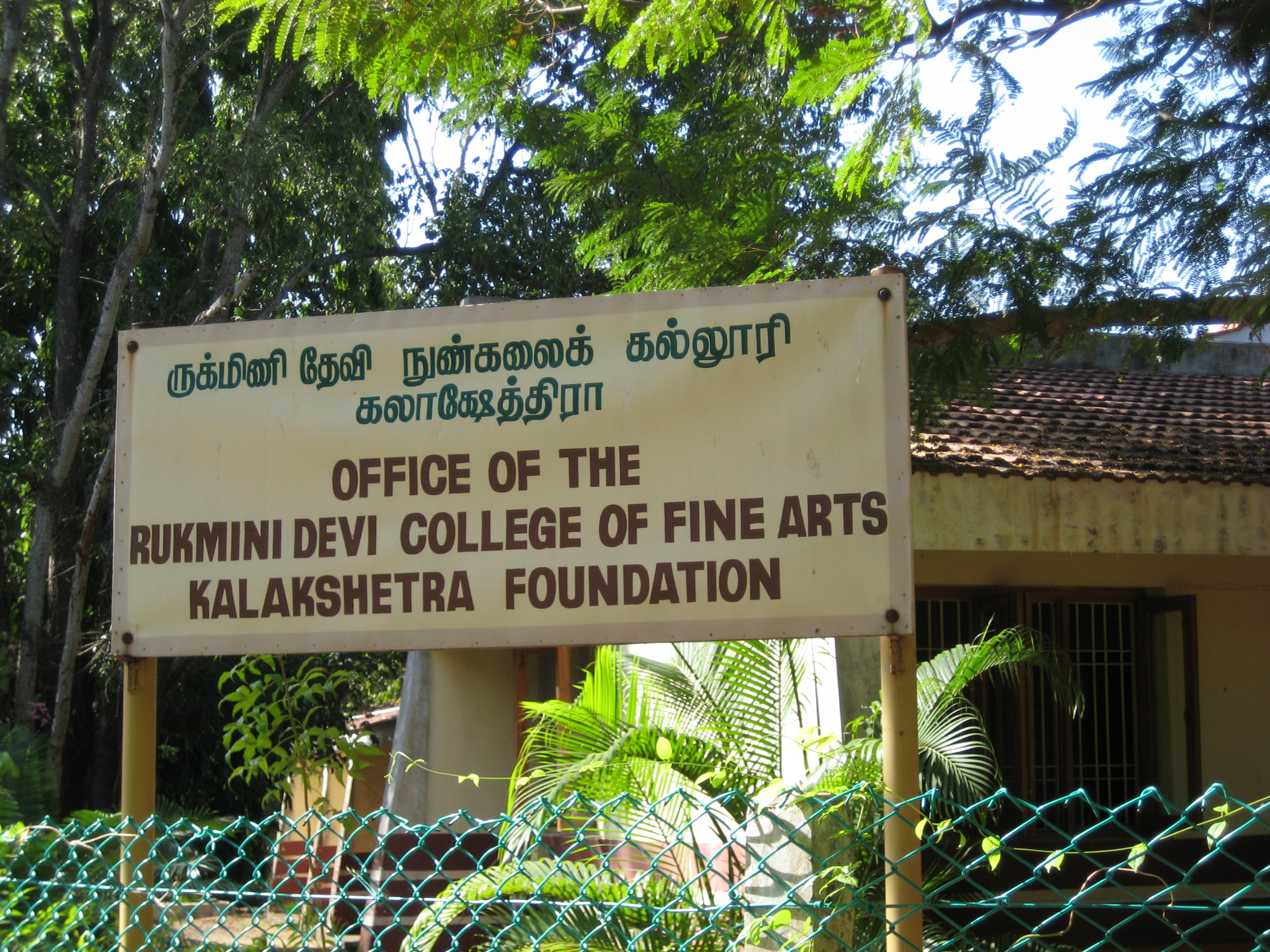
Escritório da academia Kalakshetra em Besant Nagar

Em janeiro de 1936, ela junto com seu marido, estabeleceram a Kalakshetra, uma academia de dança e música, construída em torno do antigo sistema indiano Gurukul em Adyar, perto de Chennai. Hoje a academia é considerada uma universidade sob a Fundação Kalakshetra, estando situada em seu novo campus em Tiruvanmiyur, Chennai, para onde mudou-se em 1962. Entre seus estudantes notáveis estão Radha Burnier, Sarada Hoffman, Anjali Mehr, Kamaladevi Chattopadhyay, Sanjukta Panigrahi, C.V. Chandrasekhar, Yamini Krishnamurthy e Leela Samson.
Originalmente conhecida como 'sadhir', a forma de dança clássica indiana de 'Bharatanatyam' deve seu nome atual a E Krishna Iyer e Rukmini Devi Arundale, que modificaram principalmente o estilo 'Pandanallur' da Bharatanatyam e trouxeram atenção global, também removendo o estranho 'sringaar' e elementos eróticos da dança, que foram o legado da associação Devadasi no passado. Logo mudou o próprio estilo da dança, introduzindo instrumentos musicais, como violino, conjuntos e elementos de design de iluminação, trajes inovadores e jóias inspiradas nas esculturas dos templos. Assim como seu professor, ela se aproximou de gurus notáveis em várias artes e danças clássicas para suas produções, se aproximando de notáveis estudiosos, músicos e artistas clássicos para colaboração. O resultado foi a criação de alguns dramas de dança épicos pioneiros como o Valmiki 's Ramayana e o Jayadeva's Gita Govinda. Dramas famosos famosos foram "Sita Swayamvaram", "Sri Rama Vanagamanam", "Paduka Pattabhishekam" e "Sabari Moksham", seguido de "Kutrala Kuruvanji", "Ramayana", "Kumara Sambhavam", "Gita Govindam" e "Usha Parinayam".
Escolas baseadas no método Montessori foram abertas pela primeira vez na Índia quando o Dr. George Arundale convidou ao Dr. Maria Montessori para começar cursos na Escola secundária teosófica de Besant em 1939, e estabelecendo mais tarde também, a "escola secundária de Besant Arundale", a faculdade das belas artes, a Besant Theosophical High School, a Escola Maria Montessori para Crianças, o Centro de Pesquisa e Educação de Artesanato e a Biblioteca U V Swaminatha Iyer, dentro do campus Kalakshetra.

### Anos posteriores
Rukmini Devi foi nomeada como membro do Conselho de Estados do Parlamento Indiano (Rajya Sabha) em abril de 1952 e re-nomeada em 1956. Muito interessada no bem-estar dos animais, foi associada a várias organizações humanitárias, e como membro do Rajya Sabha, foi fundamental para a legislação da Lei de Prevenção da Crueldade aos Animais de 1960. E para a criação posterior do Animal Welfare Board da Índia, sob a sua presidência em 1962. Ela permaneceu no conselho até sua morte em 1986.
Ela era vegetariana e fez muito trabalho para promover o vegetarianismo no país. Ela foi vice-presidente da União Vegetariana Internacional por 31 anos, de 1955 até sua morte.
Em 1977, Morarji Desai ofereceu a ela a oportunidade de nomeá-la para o cargo de Presidente da Índia, o que ela recusou. Em 1978, o 'Kalamkari Center' foi criado em Kalakshetra para revitalizar o antigo processo indiano de impressão têxtil.

## Morte
Rukmini Devi Arundale morreu em 24 de fevereiro de 1986, em Chennai.

### Legado
Em janeiro de 1994, uma lei do Parlamento indiano reconheceu a Fundação Kalakshetra como um Instituto de Importância Nacional.
Celebrações ao longo do ano de 2004, incluindo palestras, seminários e festivais marcou o centenário de seu aniversário de nascimento em Kalakshetra e em outros lugares em muitas partes do mundo. Em 29 de fevereiro, no campus o dia foi marcado pelas funções especiais que seus ex-estudantes tiveram na Índia e no mundo, em um dia de canções e dos recitais. Também no dia 29 de fevereiro, uma exposição de fotos sobre sua vida abriu na Galeria Lalit Kala em Nova Delhi, e no mesmo dia o então presidente APJ Abdul Kalam publicou uma foto biografia, escrita e compilada pelo Dr. Sunil Kothari, com um prefácio do ex-presidente R Venkataraman.
Em 2016, o Google homenageou Rukmini Devi em seu 112º aniversário com um doodle, e mais tarde no mês que marcou o 80º ano da Fundação Kalakshetra, foi realizado o "Lembrando Rukmini Devi", festival de música e dança.

## Prêmios e condecorações
- Padma Bhushan (1956)
- Sangeet Natak Akademi Award (1957)
- Desikothama (1972), Viswa Bharati University
- 1967 Sangeet Natak Akademi Fellowship
- Prani Mitra (1968), Friend of All Animals, (Animal Welfare Board of India)
- Queen Victoria Silver Medal, Royal Society for the Prevention of Cruelty to Animals, Londres
- Kalidas Samman (1984), Govt of Madhya Pradesh
- Entrada na lista de honra do The World Federation for the Protection of animals, The Hague
- Doutorado Honorário, Wayne State University, United States
- Scrolls of Honour, County and City of Los Angeles